# Ruộng lúa

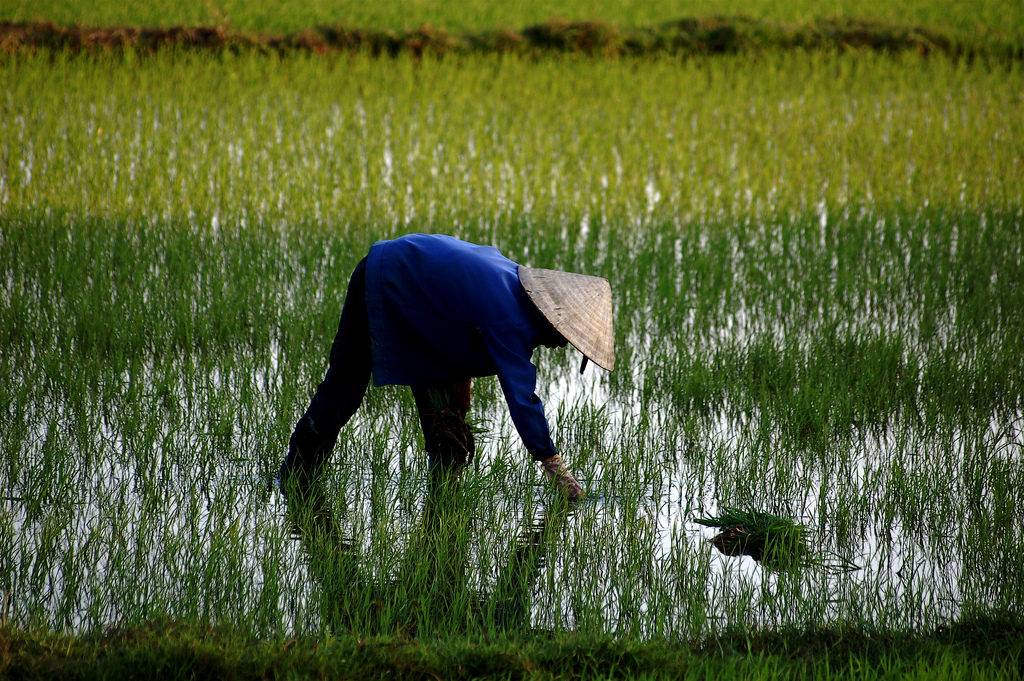
Một nông dân Việt Nam đang canh tác trên một thửa ruộng.

Ruộng lúa, đồng lúa, hoặc cánh đồng lúa hay còn gọi đơn giản là ruộng là một khu đất ngập nước có diện tích đất dùng để canh tác và được sử dụng cho việc trồng lúa và các cây trồng khác. Ruộng lúa là một đặc trưng điển hình cho loại hình canh tác lúa nước ở vùng Đông Á và Đông Nam Á. Ruộng lúa có thể được khai khẩn dựa vào sườn đồi dốc như ruộng bậc thang hoặc các thửa ruộng tiếp giáp với các bờ sông, đầm lầy
Canh tác trên ruộng lúa đòi hỏi rất nhiều lao động là những người nông dân gắn bó với ruộng đất. Để canh tác trên ruộng lúa nước luôn cần một lượng nước nhất định, thường là rất lớn chính vì vậy những công trình thủy lợi như đê điều, kè, kênh, mương, mán... luôn được thiết kế xây dựng gần với các khoảnh ruộng. Những cánh đồng ngập nước cung cấp một môi trường lý tưởng cho việc trồng lúa. Trong việc canh tác trên ruộng lúa thì các con trâu là một trong những động vật quan trọng nhất để cày cấy vì nói thích nghi đặc điểm khí hậu, môi trường ở các vùng đất ngập nước, trâu được sử dụng rộng rãi trong việc canh tác, ngày nay máy cày dần thay thế cho việc sử dụng trâu.
Trong thế kỷ XX và XXI, Sản xuất lúa là lĩnh vực sản xuất nông nghiệp được chú trọng và cây lúa nước chiếm ưu thế lớn. Sản xuất lúa đã trở nên phổ biến tại các quốc gia như Campuchia, Bangladesh, Trung Quốc, Đài Loan, Ấn Độ, Indonesia, Nhật Bản, Cộng hòa Dân chủ Nhân dân Triều Tiên, Hàn Quốc, Malaysia, Myanmar, Nepal, Pakistan, Philippines, Sri Lanka, Thái Lan, Việt Nam và Lào, cũng như tại vùng Piedmont ở Ý, Camargue tại Pháp, thung lũng Artibonite ở Haiti, và thung lũng Sacramento ở California, Hoa Kỳ.
Ruộng lúa cũng là một nguồn chính cung cấp khí metan và đã được ước tính đóng góp trong khoảng 50 đến 100 triệu tấn khí đốt mỗi năm. Các nghiên cứu gần đây đã chỉ ra rằng điều này có thể được giảm đáng kể trong khi cũng thúc đẩy năng suất cây trồng bằng cách thoát nước các cánh đồng để cho phép đất để thông khí làm gián đoạn sản xuất methane.

## Việt Nam

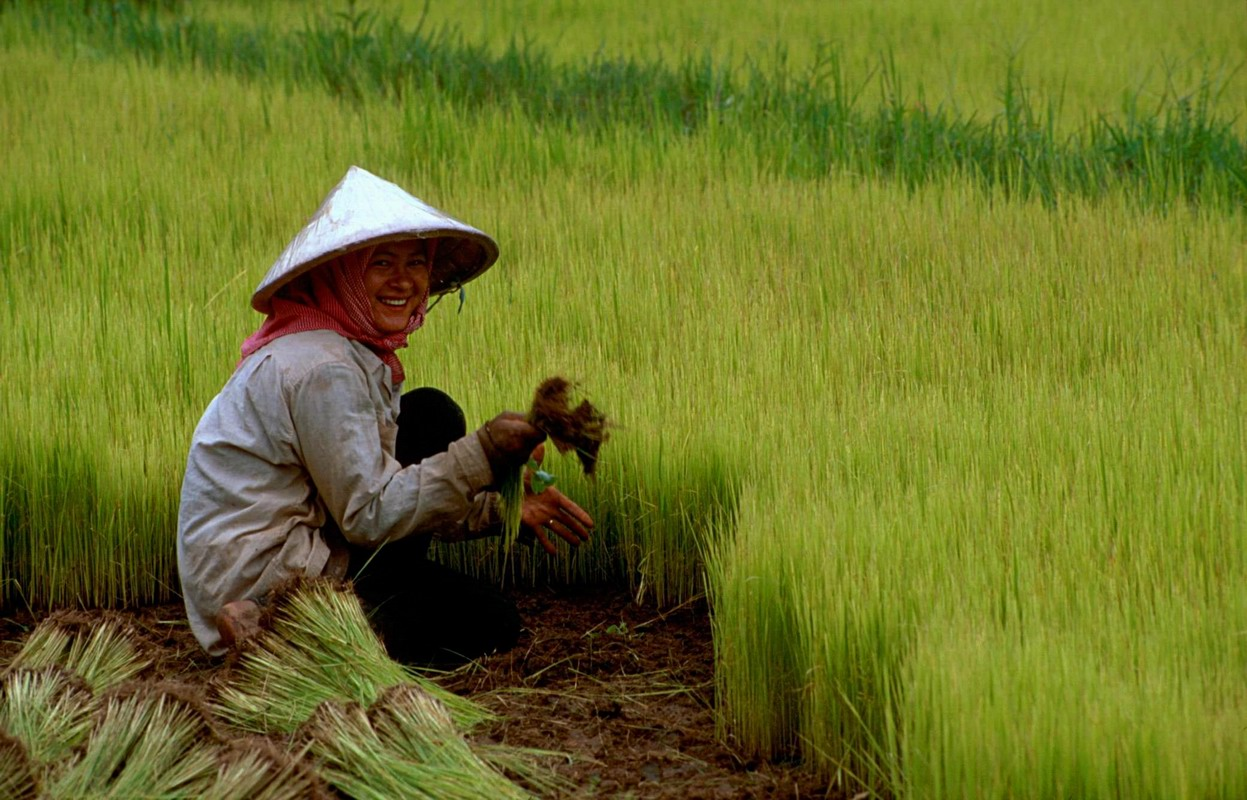
Một người phụ nữ đang nhổ mạ.

Tại Việt Nam, ruộng lúa hay còn được gọi là ruộng đất, điền địa... thường được chia thành các khoảnh ruộng nhỏ gọi là các thửa ruộng, mẫu ruộng... Khi khai phá, trồng trọt người Việt phân loại ruộng lúa thành hai loại.
- Loại ruộng núi, gọi là sơn điền, khi mới khai khẩn thì đẵn chặt cỏ cây, để cho khô rồi đốt làm phân tro, đến khi mưa xuống thì gieo thóc, không cần cày bừa, dùng sức ít mà đạt lợi nhiều, trong 3, 4 năm lại đổi trồng chỗ khác. Vùng trũng, thấp thì làm ruộng núi, lâu ngày ruộng thành thục và cày bừa như ruộng thấp (thảo điền).
- Loại ruộng thấp (ruộng cỏ hay thảo điền), có nhiều lùng, lác, lúc nắng khô nứt nẻ như vẽ mu rùa, đường nẻ sâu, phải đợi mưa ngấm cho bùn tan thì mới cày được, mà phải lựa trâu khỏe. Loại ruộng này cho năng suất cao.

Do đặc thù là một nước nông nghiệp, vấn đề ruộng luôn là mối quan tâm của xã hội trong suốt quá trình lịch sử của nước này. Ruộng lúa gắn liền với người nông dân, tá điền, là sở hữu của các tầng lớp địa chủ, điền chủ ngày xưa. Trong lịch sử thời kỳ Phong kiến, các triều đại luôn coi trọng việc cày cấy, đồng áng, nhiều vị vua đã đích thân cày cấy trong lễ tịch điền.
Vấn đề phân chia ruộng đất luôn được quy định chặt chẽ, một số chính sách liên quan đến ruộng như: Quân điền, hạn điền, ruộng dành để tặng thưởng (ví dụ: ruộng thác đao)... Sau này khi Đảng Cộng sản Việt Nam hoạt động, họ cũng đặt nặng vấn đề "người cày có ruộng" để tập hợp các lực lượng nông dân, tá điền. Sau đó là các cuộc cải cách ruộng đất ở miền Bắc và cải cách điền địa ở miền Nam.
Ngày nay, Việt Nam vẫn là một nước nông nghiệp và là nước xuất khẩu gạo, tuy vậy diện tích canh tác, số lượng thửa ruộng trên đầu người ngày càng thu hẹp vì dân số quá đông, nhu cầu sử dụng đất vào các mục đích khác như ở, xây dựng đô thị, sử dụng để sản xuất các cây trồng khác, trang trại hoặc để làm sân golf đang diễn ra phổ biến.

## Một số hình ảnh

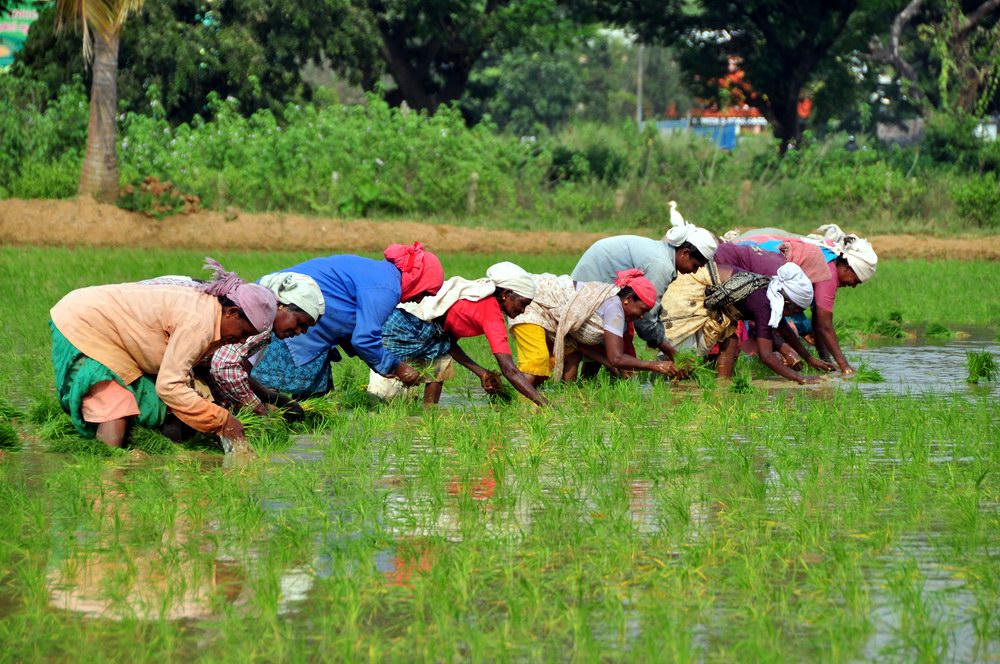
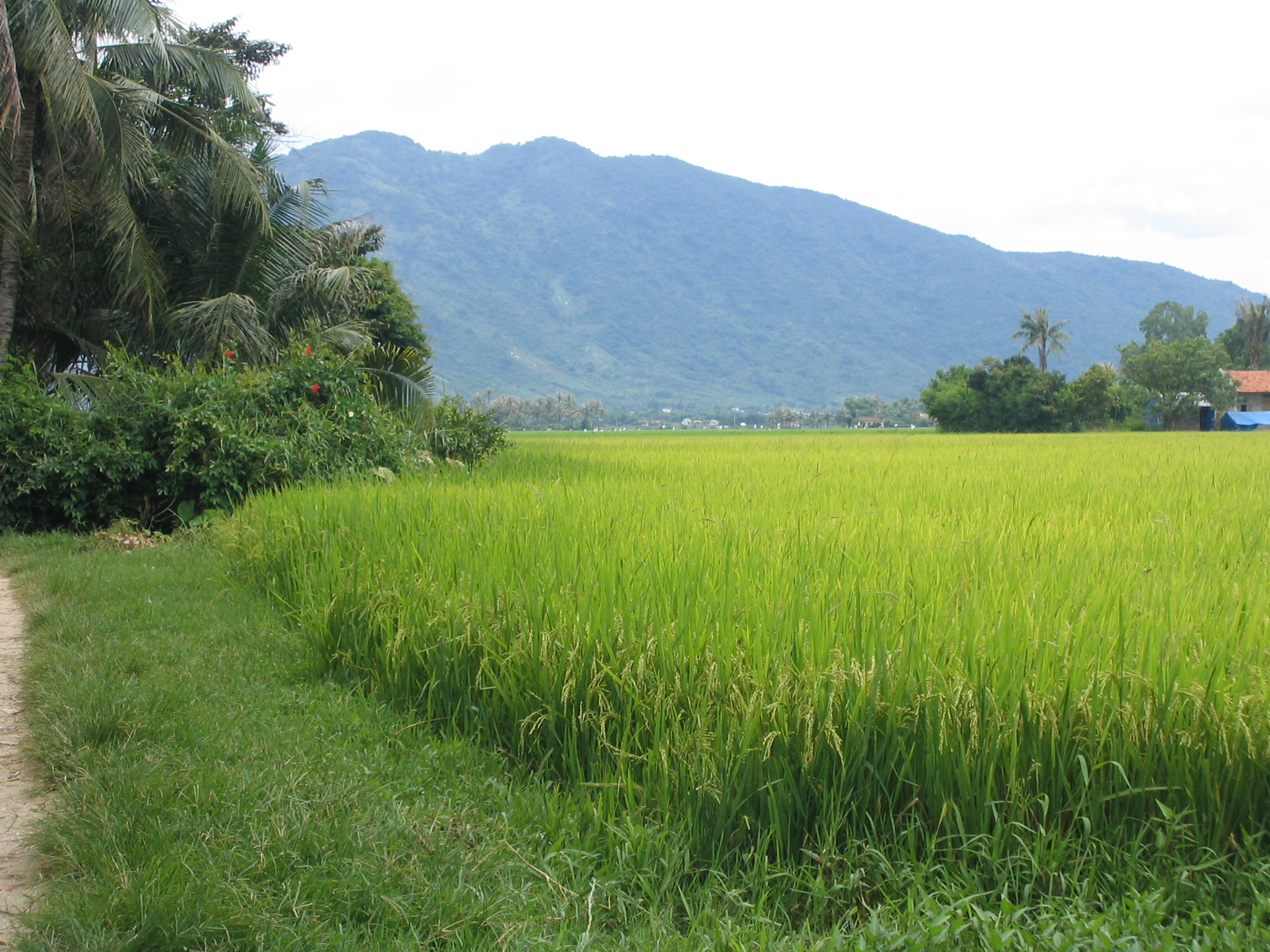
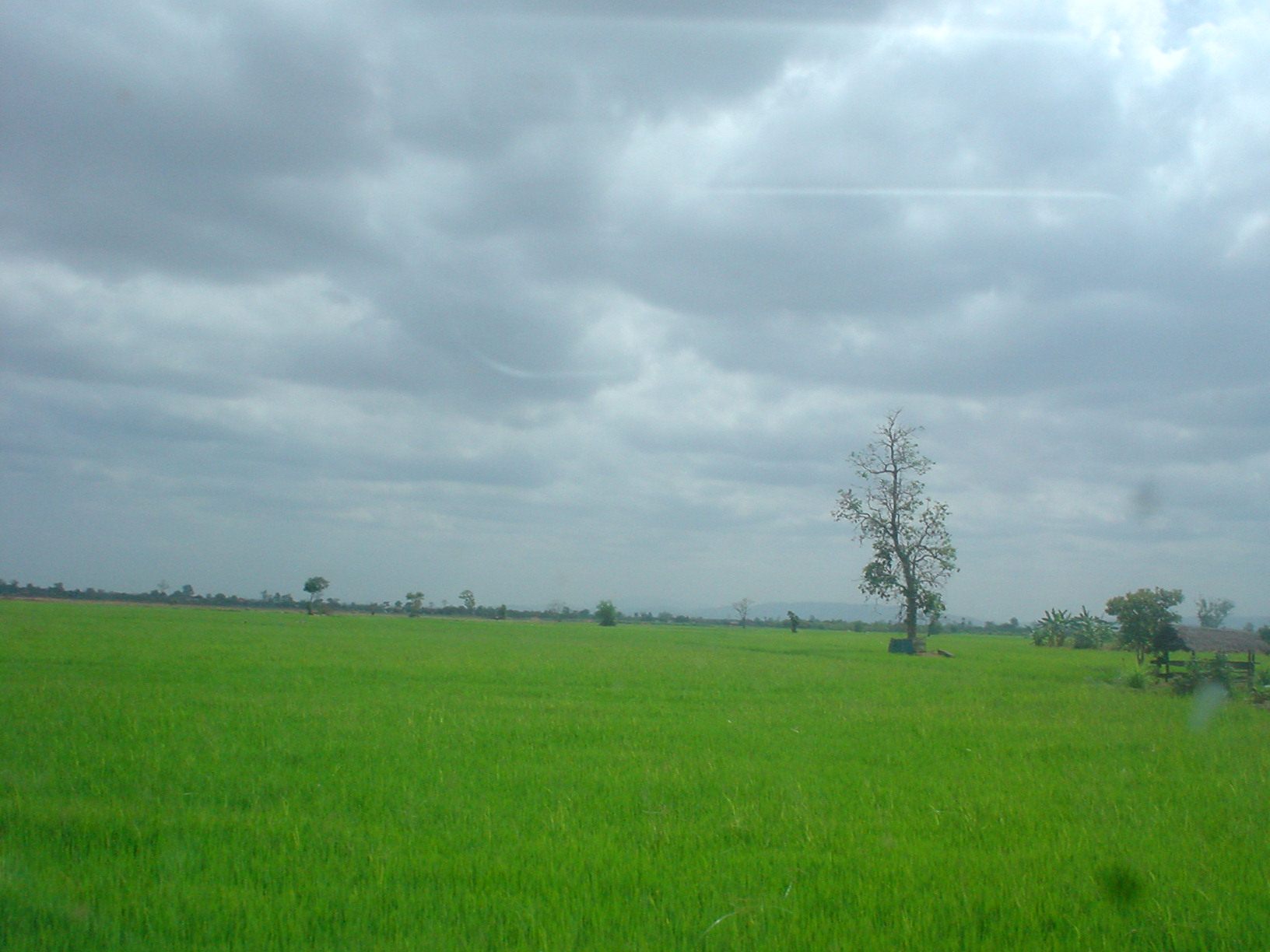
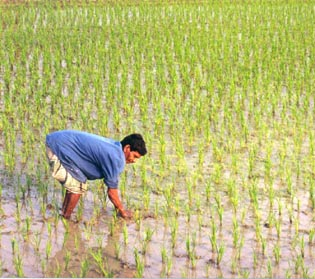
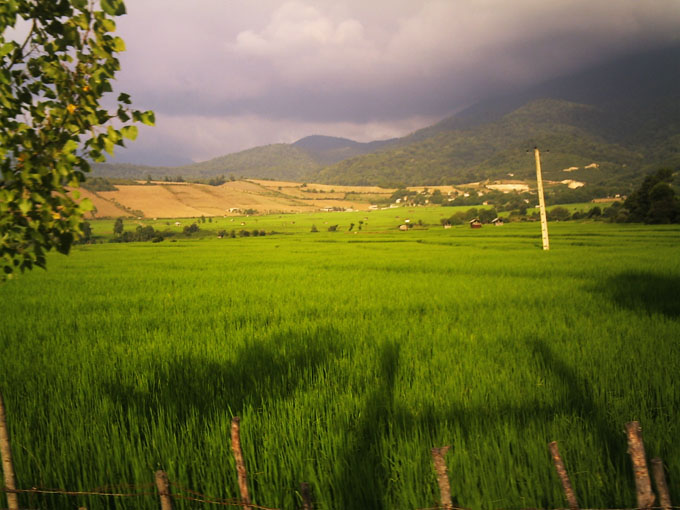
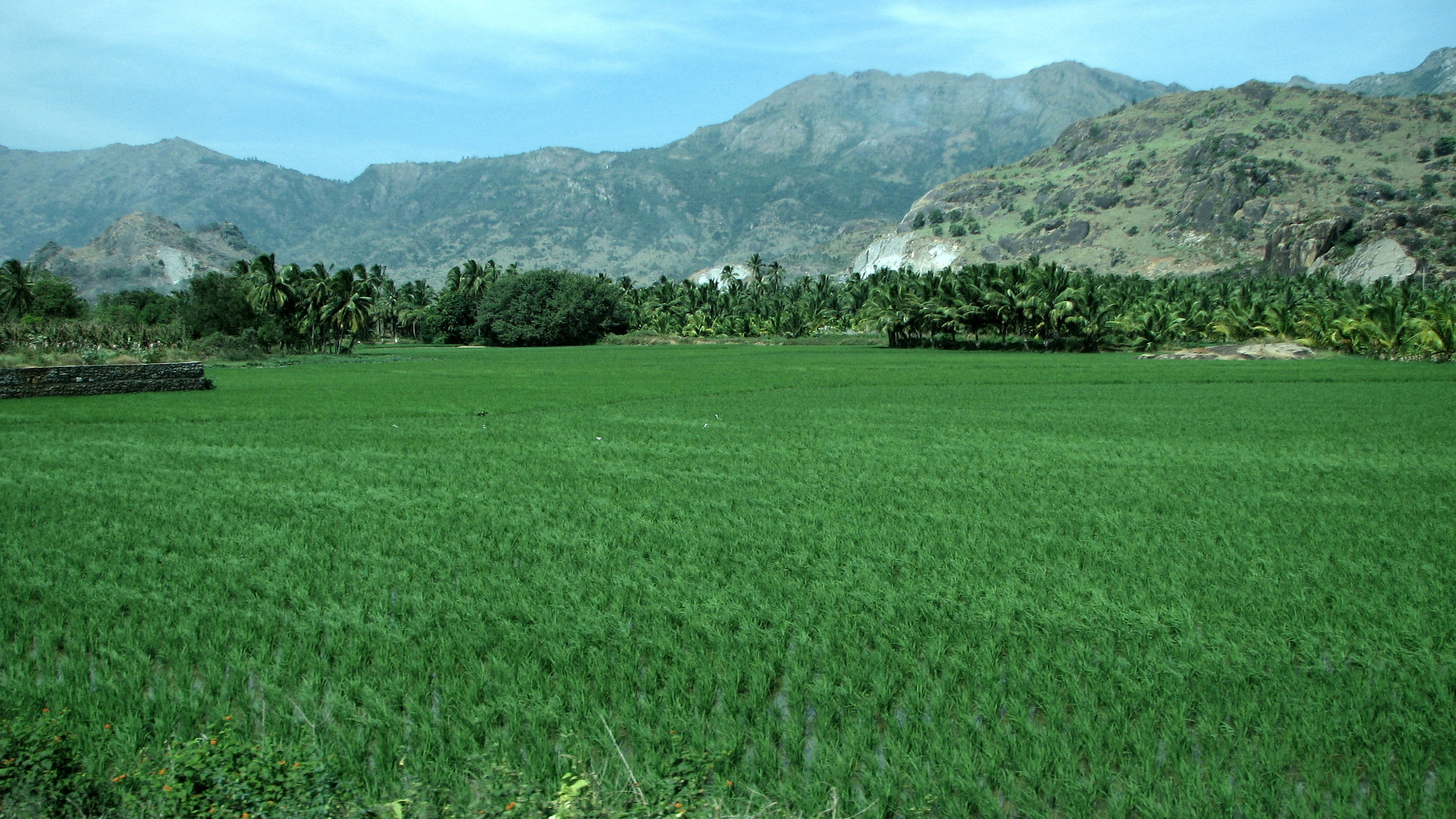
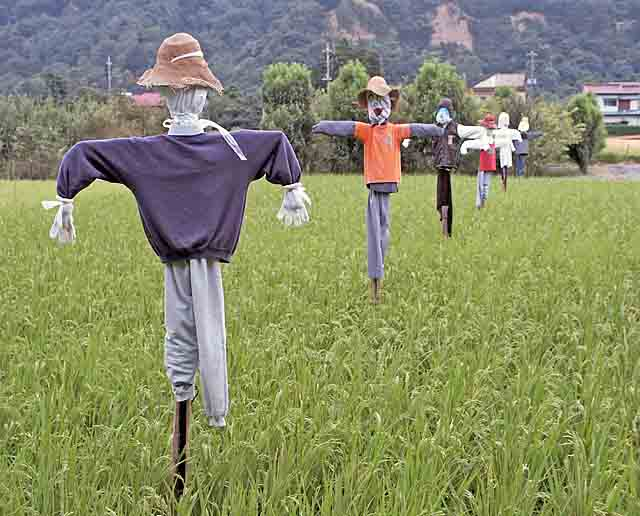
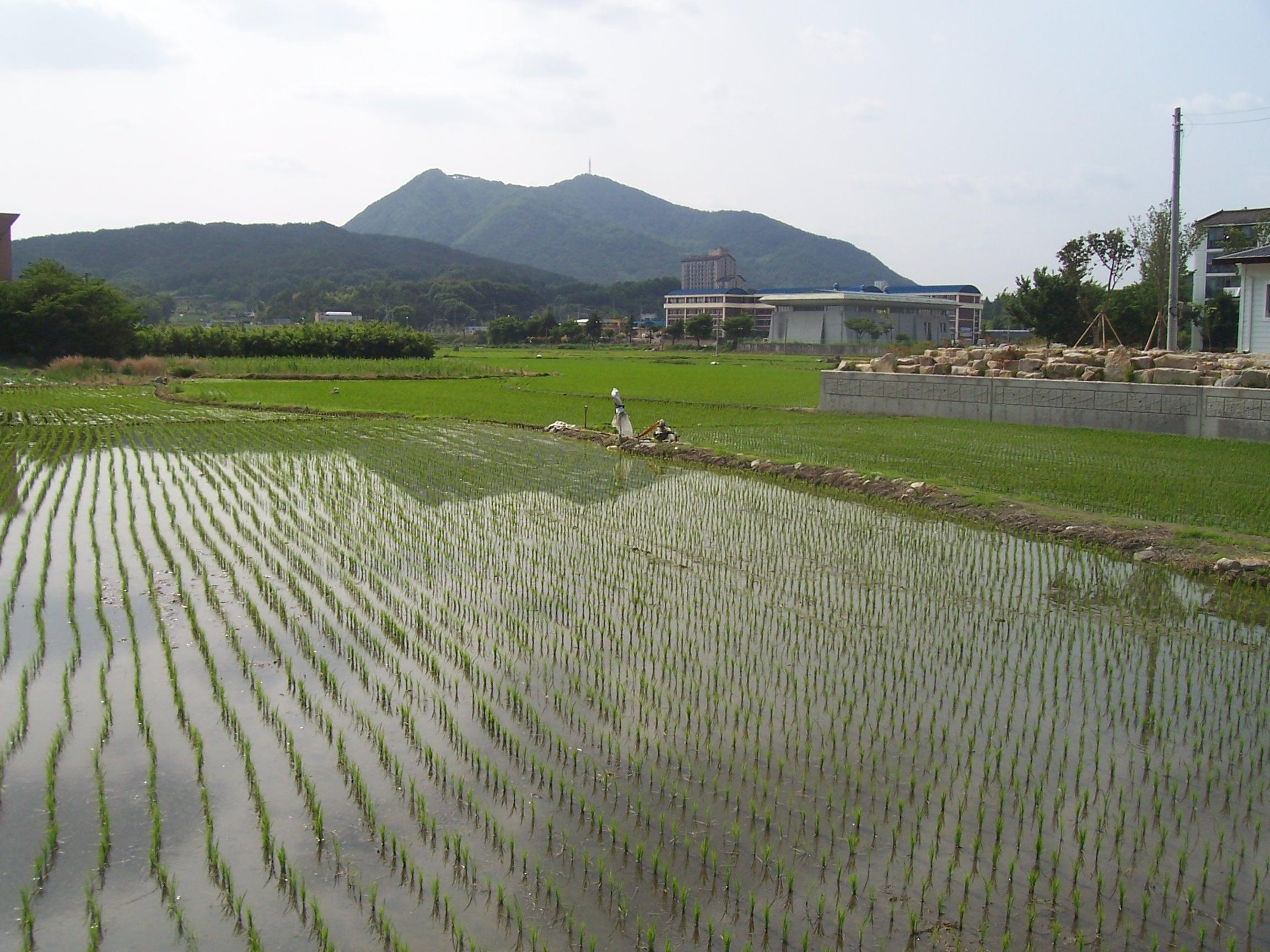
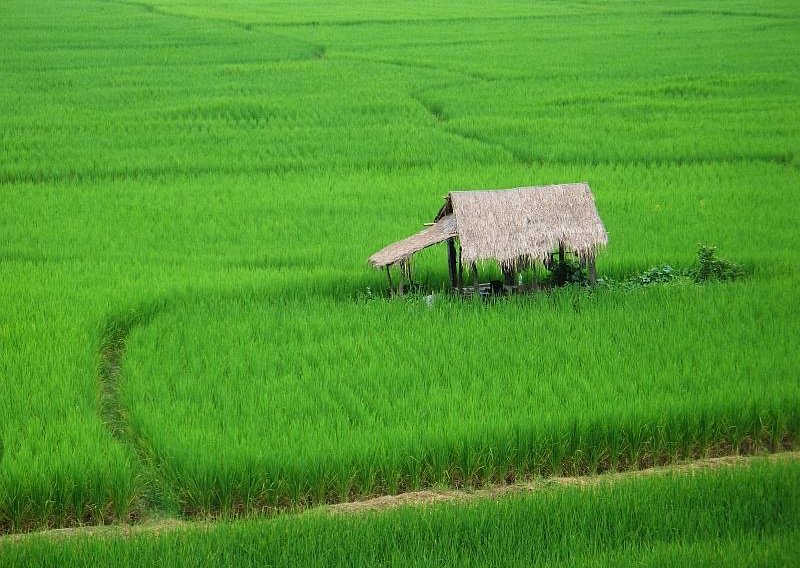
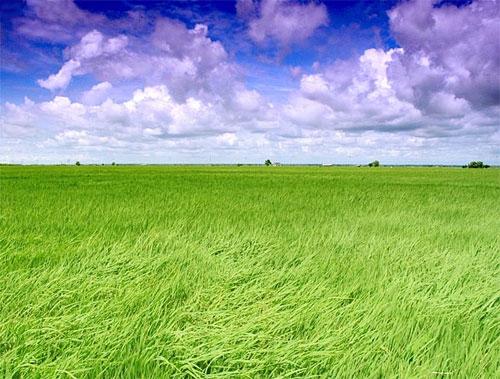
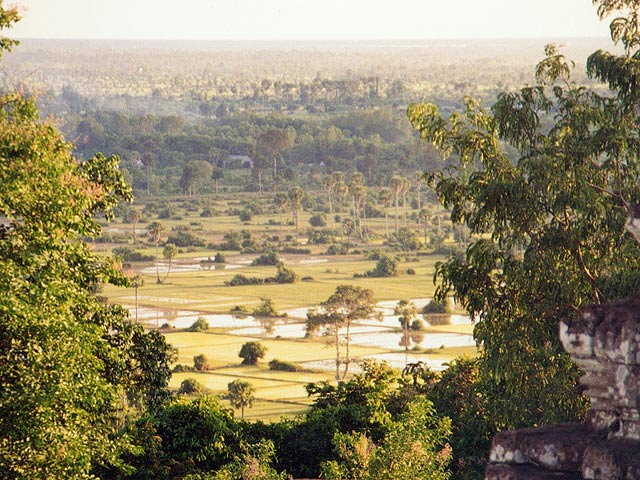
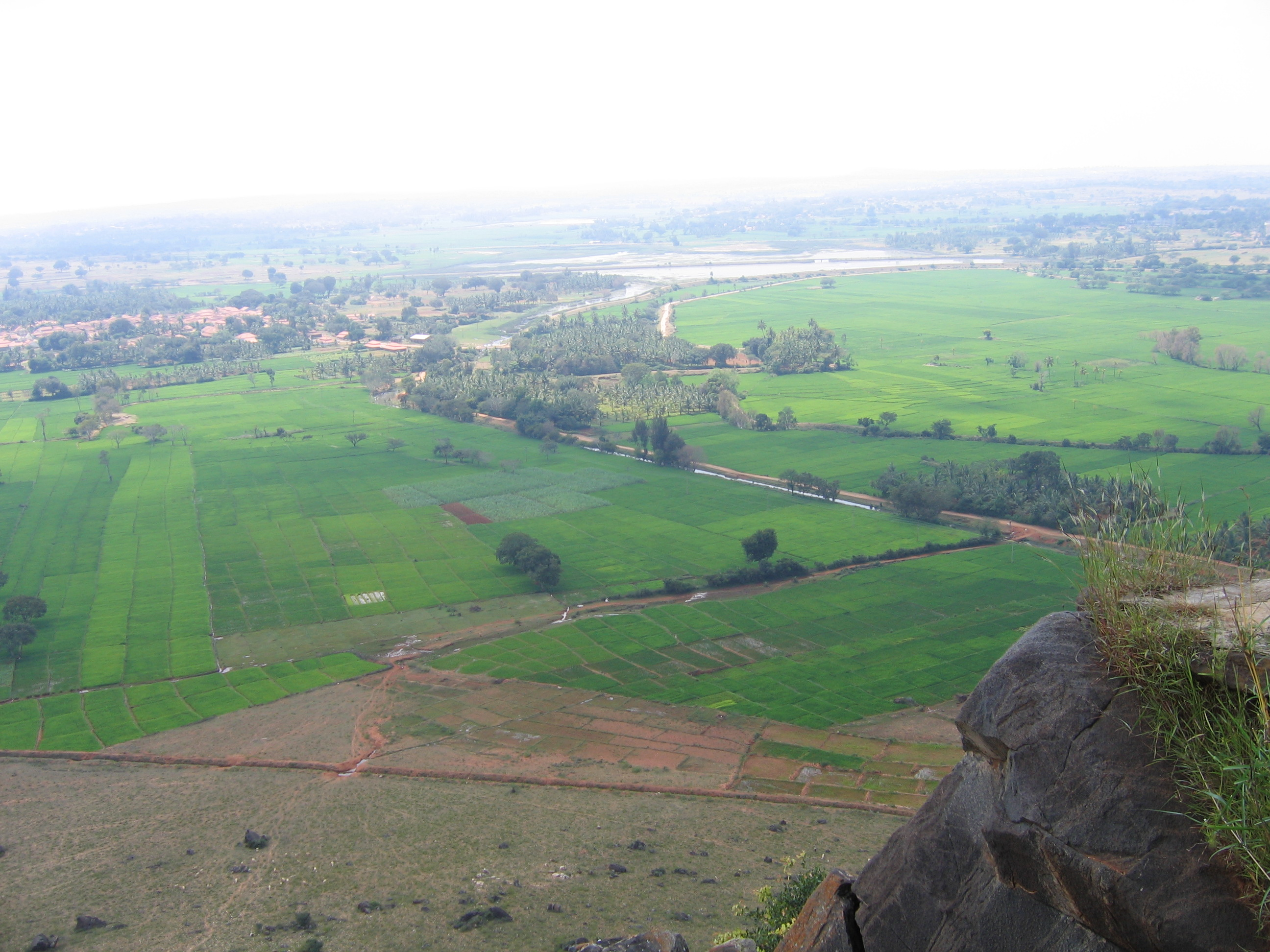
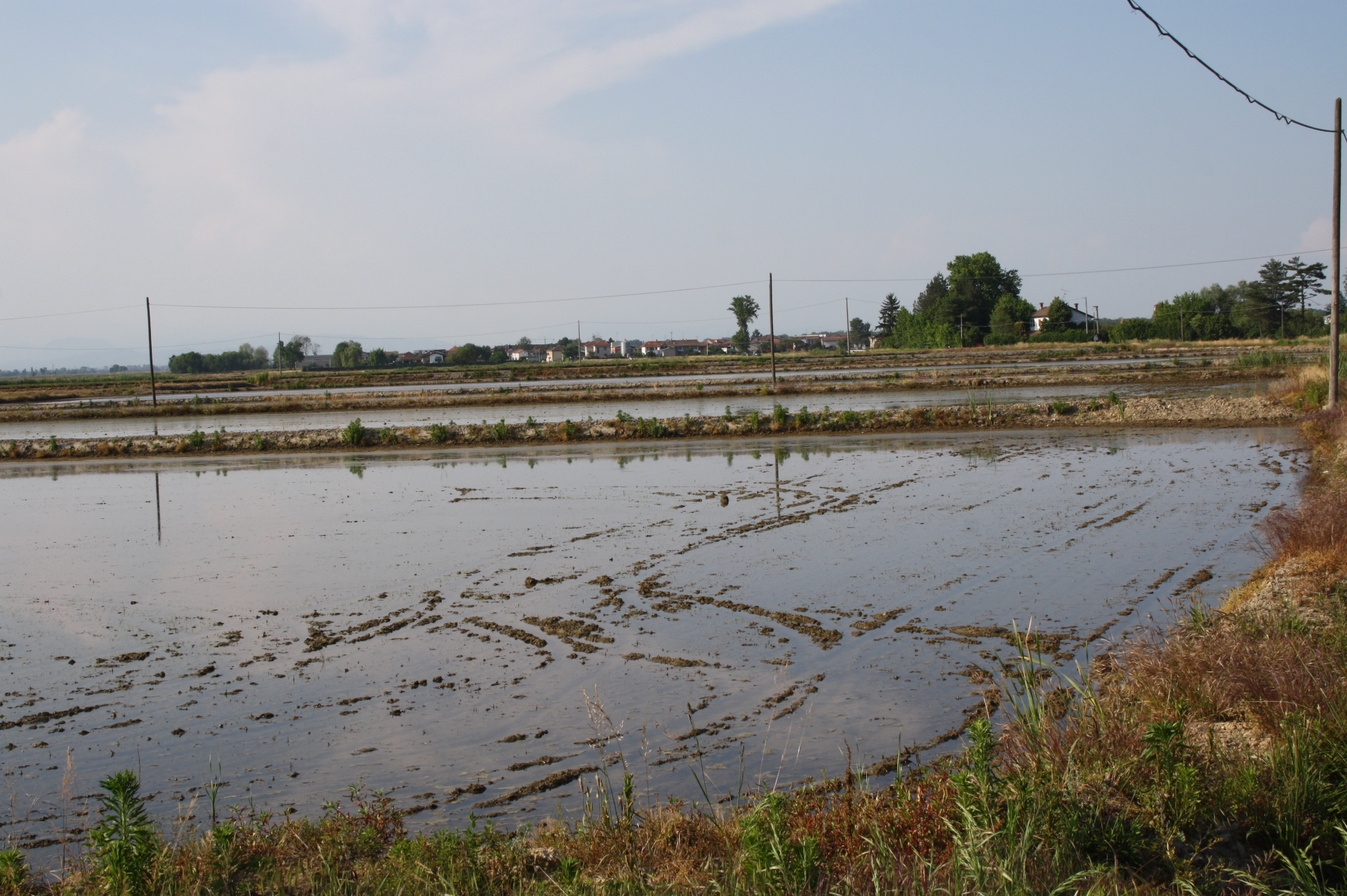
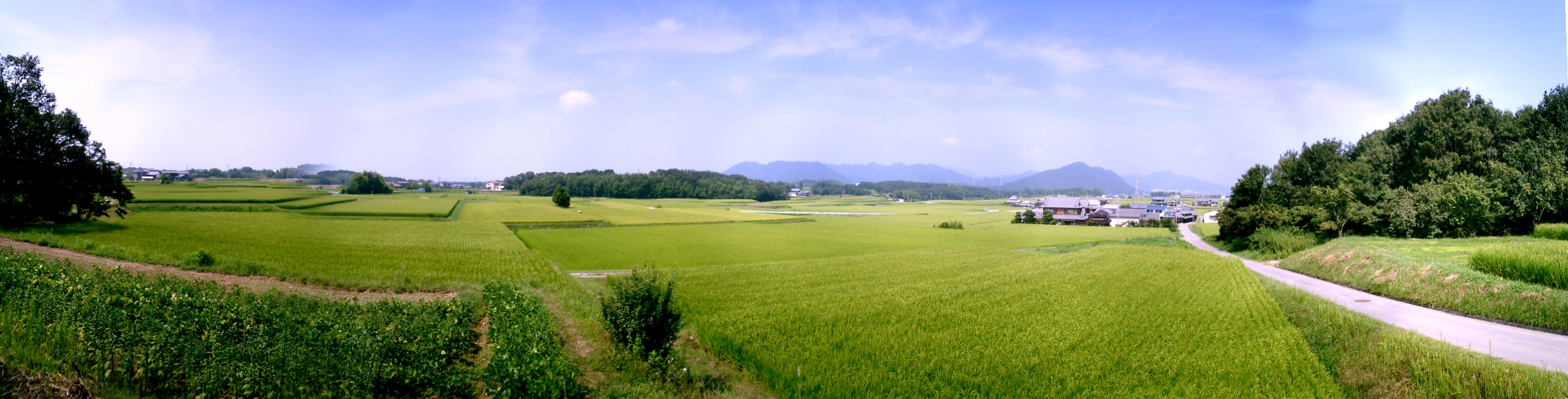
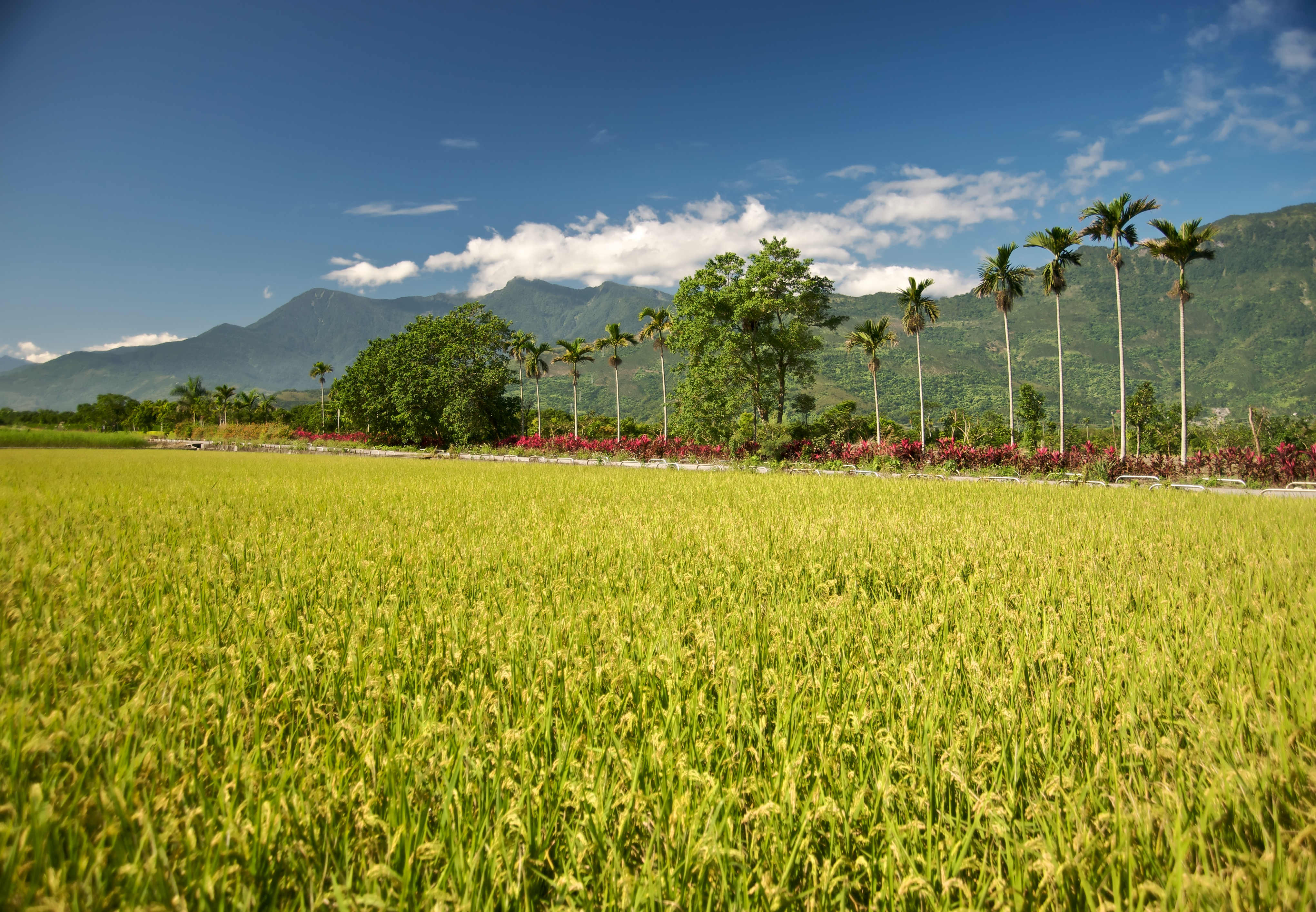
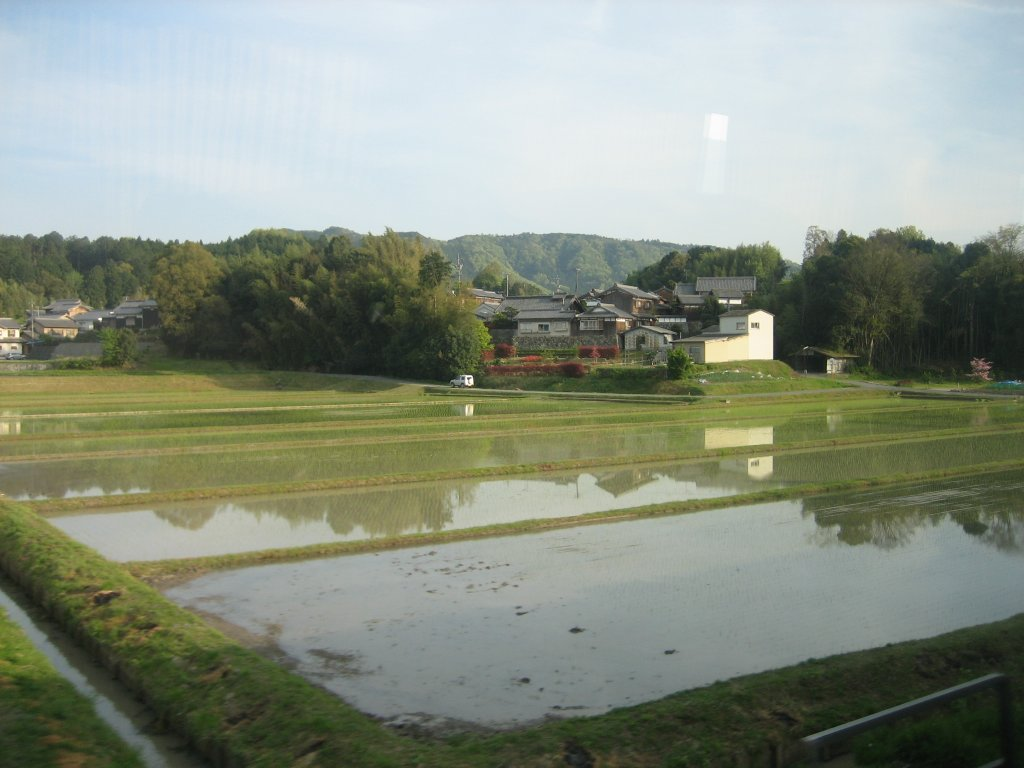
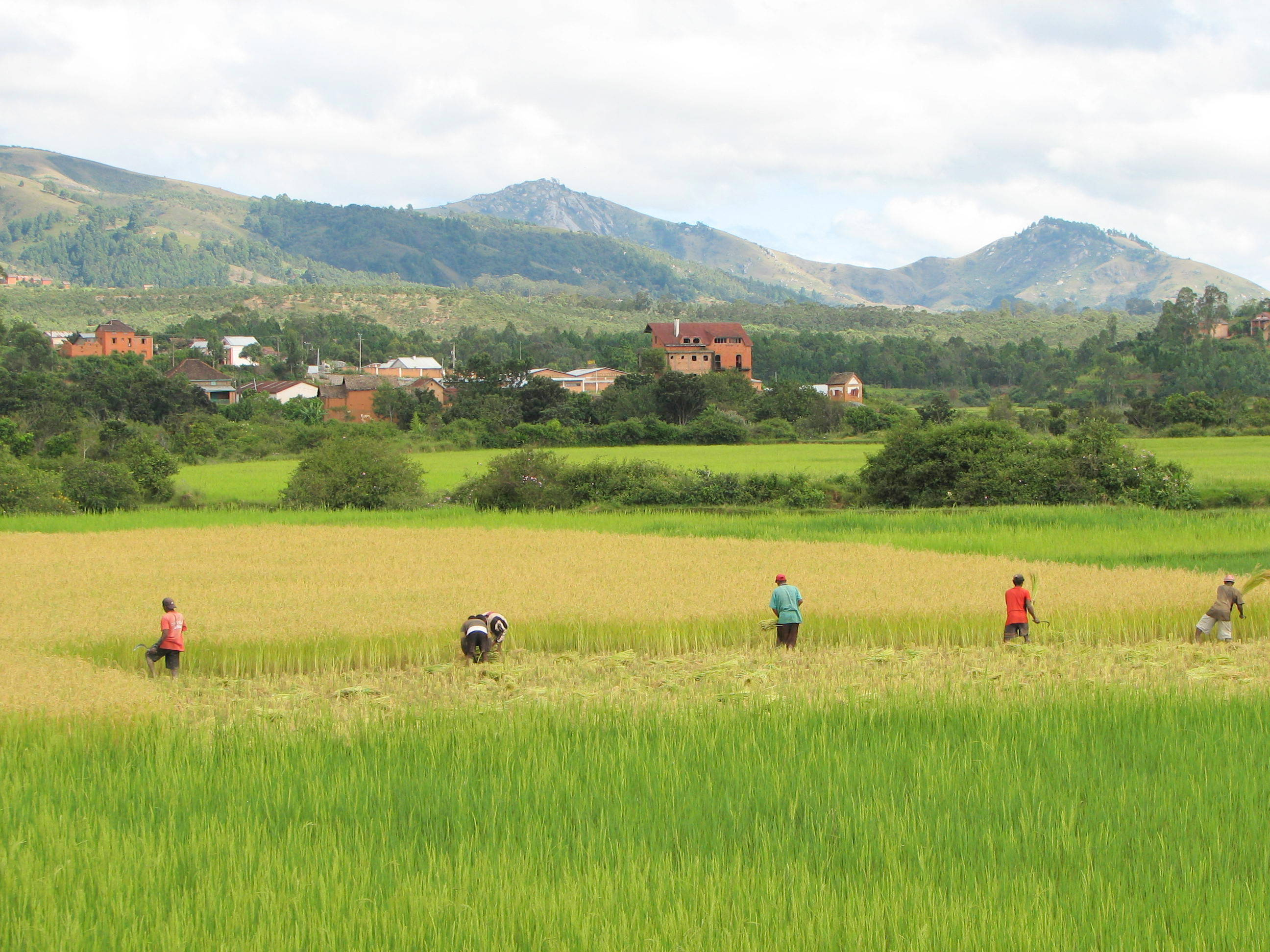
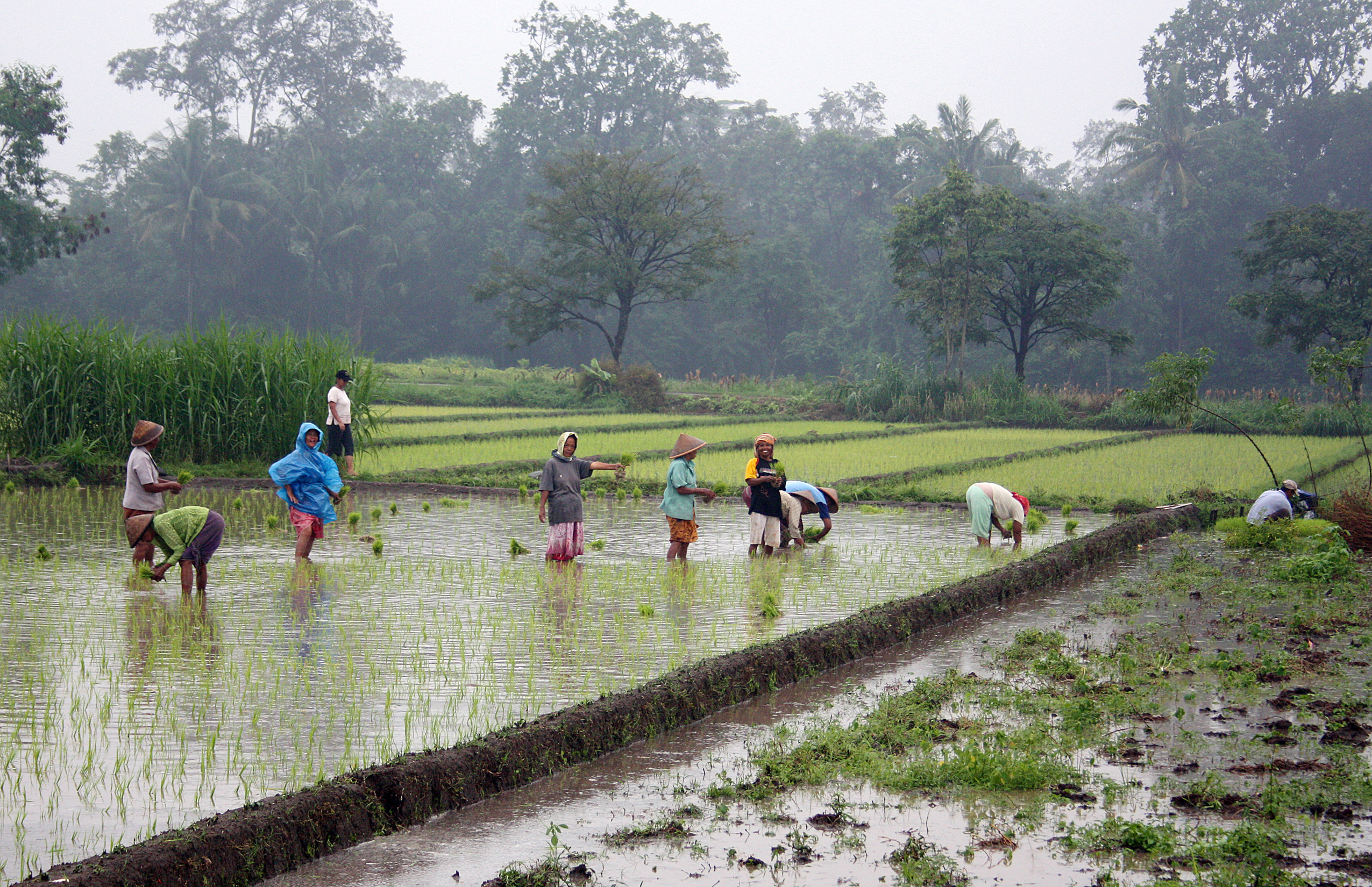